# Russello

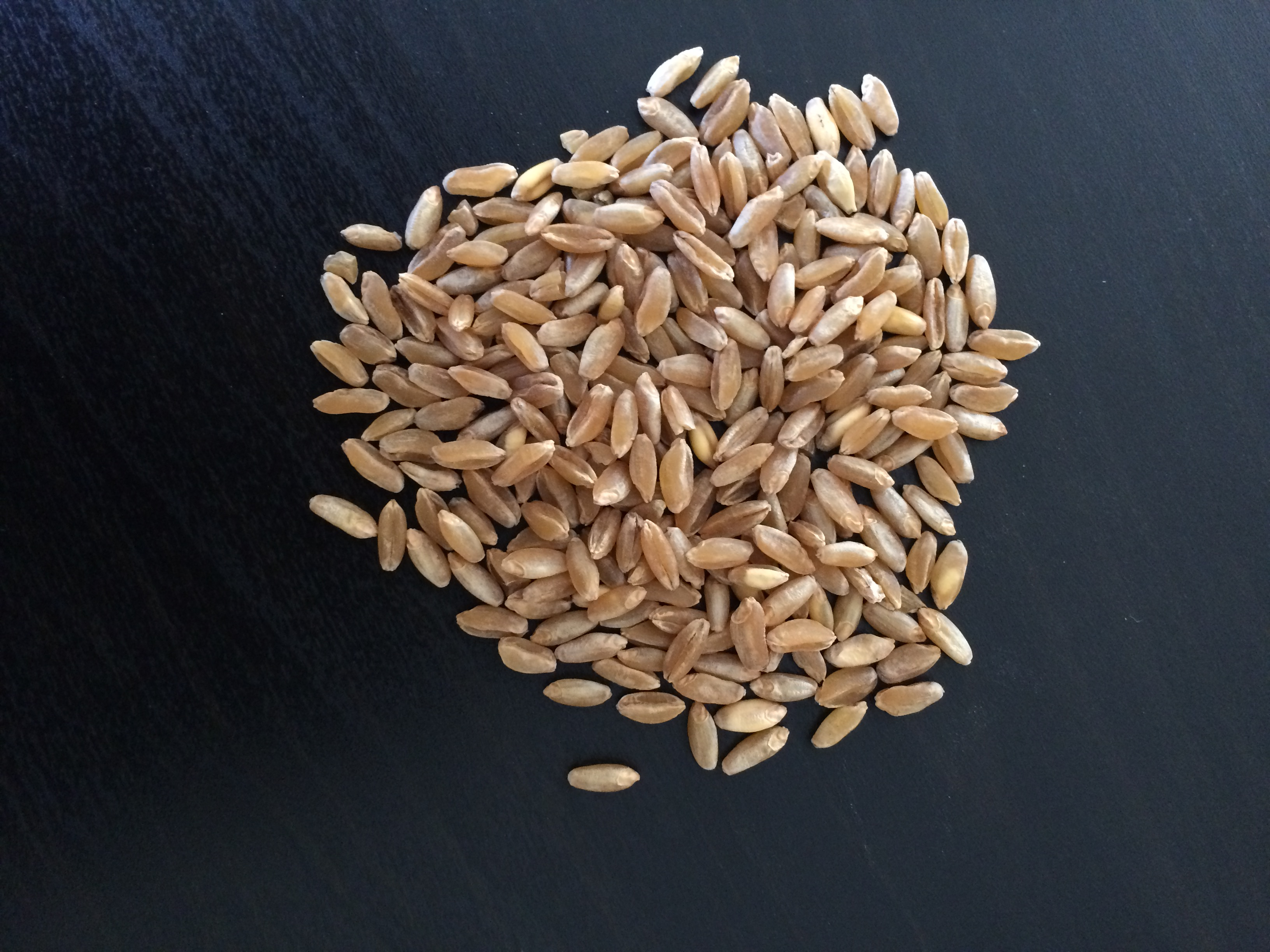
Grains de blé 'Russello'.

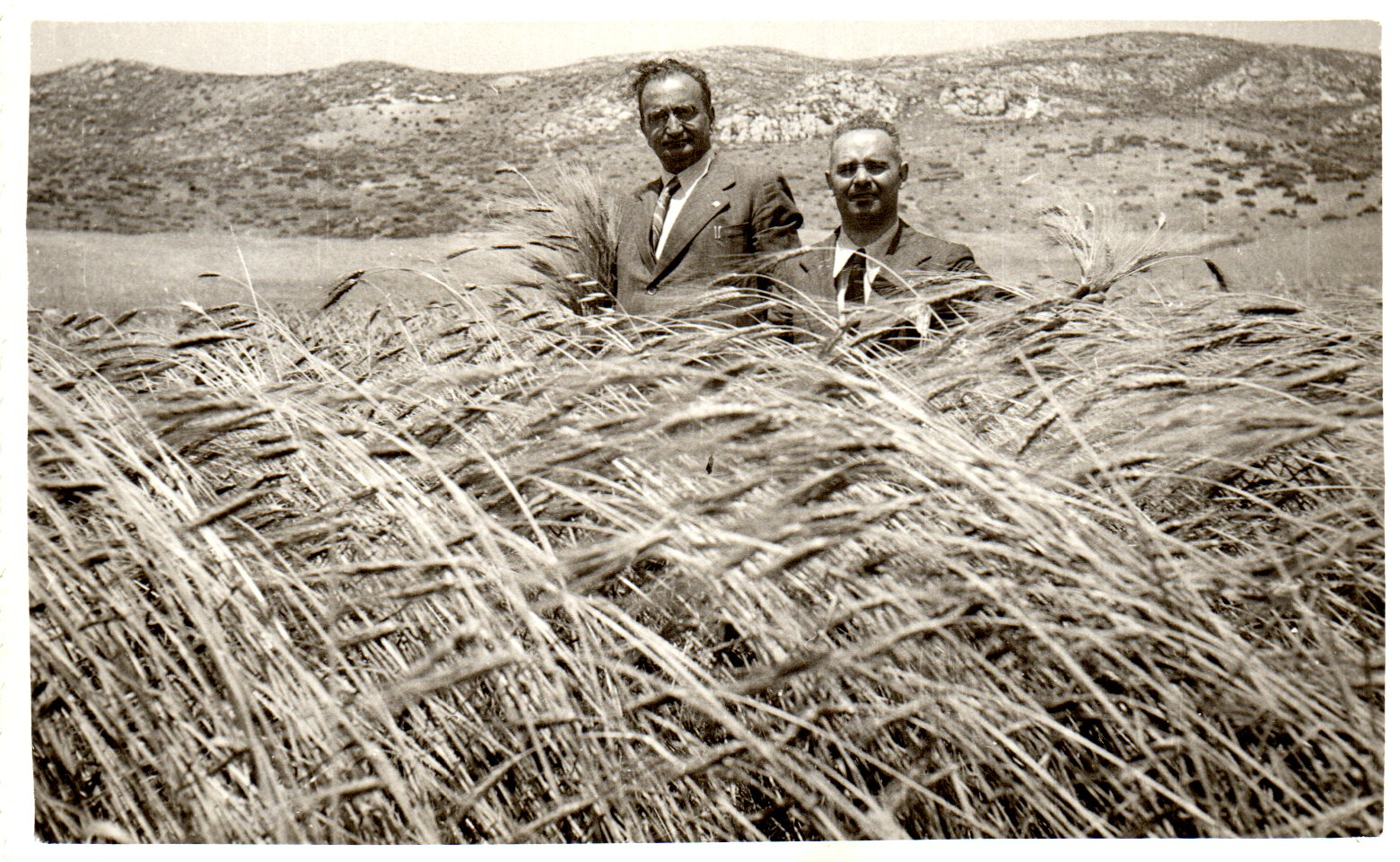
Champ de blé 'Russello', caractérisé par son port élevé.

Le blé 'Russello', appelé aussi 'Rossello', 'Ruscio', ou 'Russieddru' (à Delia ), est l'un des 32 cultivars de blé dur (Triticum durum var. hordeiforme), faisant partie du groupe des tétraploïdes à 28 chromosomes.
Ce blé, typique de l'arrière-pays sicilien, est cultivé surtout dans les zones d'Agrigente, Caltanissetta, Palerme, Raguse et Trapani. Il permet un semis précoce et a une maturité tardive. Cette variété, qui était très répandue en Sicile avant la Seconde Guerre mondiale, ne requiert pas de grandes quantités d'azote contrairement à des cultivars plus modernes et plus productifs.
L'épi  du 'Russello' a une couleur qui tend vers le rouge, d'où son nom, et a une tige haute. Sa farine permet, avec peu d'eau, de produire des pains à pâte dure, très digestes et capables de durer plusieurs jours.
C'est, avec le 'Timilia' ou 'Tummulia', le blé le plus ancien de l'île. Il se caractérise par un caryopse très long, de couleur ambre et d'aspect vitreux. La plante présente de fortes racines, adaptées aussi à des sols peu profonds et a une production réduite.

## Histoire
Le 'Russello' est une des  52 variétés de blés durs siciliens.
Selon le généticien Francesco D'Amato, ce blé pourrait dériver d'une variété de blé russe, le 'Taganrog'. Cette hypothèse n'est cependant pas soutenue par des preuves certaines. Il semble s'être répandu dans les Balkans, dans la Russie sud-occidentale, en Anatolie et ensuite aux États-Unis dans le Dakota du Nord.
Cette variété est cultivée actuellement en Sicile, surtout dans la province de Raguse où il sert essentiellement à la production de farine pour la fabrication du pain local.
Paradoxalement, la culture de cette variété sicilienne typique ne donne pas droit aux subventions de l'Union européenne.

## Caractéristiques

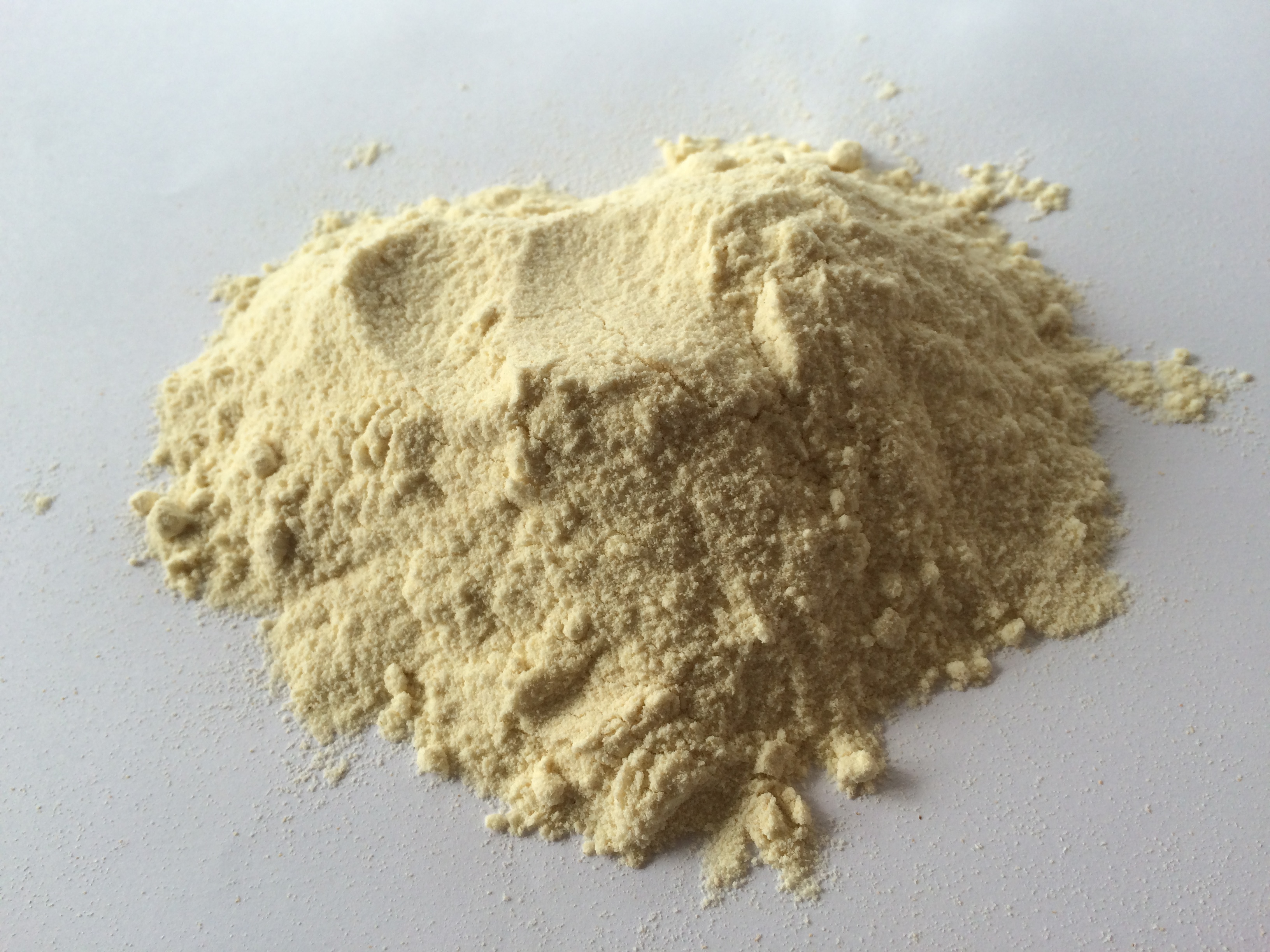
Farine de blé 'Russello'.

Triticum durum var. hordeiforme présente des feuilles vert foncé, glabres, au limbe scabre sur les bords. La paille est jaune foncé, raide et tenace. L'épi est fusiforme de profil et oblong de face, le reste de longueur moyenne et de couleur rouge jaunâtre. Le caryopse ambre, est long, plus ou moins gibbeux, avec un embryon relativement grand, et une brosse étendue et courte.
Triticum durum var. hordeiforme' est moyennement productif, avec une floraison et une maturation à cycle moyen. Il est résistant à l'échaudage et moyennement résistant à la verse, au piétin, au charbon et à la rouille.
La couleur caractéristique du grain est codée génétiquement par le gène Rg1 sur le chromosome 1B.
L'épi, fusiforme, semi-dense, est très fragile. La mécanisation entraîne une dispersion des grains sur le sol. 
La hauteur des épis est d'environ un mètre et demi, voire plus, ce qui ne favorise pas la croissance des mauvaises herbes mais rend la culture plus sensible à la verse, avec des grains deux fois plus grands par rapport à un blé moderne. Le caryopse est long, plus ou moins gibbeux, avec une structure vitreuse.
Ce cultivar n'est pas très productif, avec un rendement de 20 q/ha, soit environ 50 % du rendement des cultivars modernes, mais il est résistant à la rouille noire (Puccinia graminis), au  piétin-échaudage (Ophiobolus graminis) ainsi qu'au charbon nu (Ustilago tritici), requiert peu d'engrais azotés et ne favorise pas le développement des mauvaises herbes, du fait de son semis tardif et de la hauteur notable de ses tiges, qui diminue la radiation solaire au niveau du sol. 
La récolte mécanisée présente cependant quelques difficultés liée à la longueur des tiges et à la taille des graines ; en outre la production de paille dépasse de  50 % celle des graines.

### Farine
La farine du blé 'Russello' a un index de gluten élevé, égal à 86,4 %, avec un bon indice W alvéographique (environ 150 × 10−4 J) avec un rapport ténacité/extensibilité en faveur de la première. Cette farine permet la production de pain moyennement poreux (alvéoles) et avec un indice de rouge (coloration de la croûte), typique du pain à  pâte dure.
Sa farine a une valeur de force moyenne et une faible hygroscopicité (environ 58 %).
La teneur en protéines de la farine est égale à 12-14 % et le gluten se situe à 10,5 %.
Les pains produits à l'aide de cette farine ont un léger arôme d'herbes.